# Tương đen
Tương đen (tiếng Trung: 海鲜酱, hải tiên tương) hay tương ngọt là một loại nước sốt đặc quánh, thơm thường được sử dụng trong ẩm thực Trung Quốc để ướp thịt, thêm vào các món xào hoặc như nước chấm. Nó có màu sẫm có vị ngọt và mặn. Thành phần thường bao gồm đậu nành, thì là, ớt, tỏi, giấm, bột ngũ vị hương và đường. Tùy theo nhu cầu sử dụng và công thức làm khác nhau ở những nơi khác nhau dưới quy mô công nghiệp hoặc lên men tự nhiên nhưng mất nhiều thời gian hơn.

## Tên gọi
Từ Hán Việt hải tiên (海鮮, tiếng Quảng Đông: hoi2 sin1 tiếng Quan thoại: hǎixiān) trong tiếng Trung Quốc nghĩa là hải sản, tuy nhiên nước sốt không chứa bất kỳ thành phần nào từ hải sản. Nước sốt không dùng để ăn với hải sản và không rõ nguồn gốc tên gọi.

## Thành phần
Thành phần chính của nước tương đen là đậu tương lên men.
Thành phần nước tương đen Bắc Kinh bao gồm các loại tinh bột như khoai lang, lúa mì và gạo, và nước, đường, đậu nành, hạt vừng, giấm chưng cất trắng, muối, tỏi, ớt đỏ, và đôi khi là chất bảo quản hoặc chất tạo màu. Theo truyền thống, nước tương được làm bằng đậu nành nghiền. Mặc dù theo nghĩa đen, nước tương đen không chứa hải sản và không dùng với hải sản.

## Sử dụng theo ẩm thực địa phương

### Ẩm thực Trung Quốc
Trong ẩm thực Trung Quốc, nước sốt hoisin được sử dụng trong ẩm thực Quảng Đông như một loại nước sốt ướp cho thịt hoặc làm nước chấm hải sản.
Nước tương đen có thể được sử dụng làm nước sốt ướp cho thịt xá xíu. Nước số có thể được sử dụng làm nước chấm cho vịt quay Bắc Kinh, cuốn rau diếp, món bánh cuốn (肠粉/chángfěn, nhân tôm, xá xíu được bọc bởi lớp da làm từ gạo) hấp hay chiên.
Nước tương có thể được sử dụng làm nước chấm trong các món ăn không phải từ Quảng Đông như món thịt lợn Mộc Tu Nhục (木須肉).

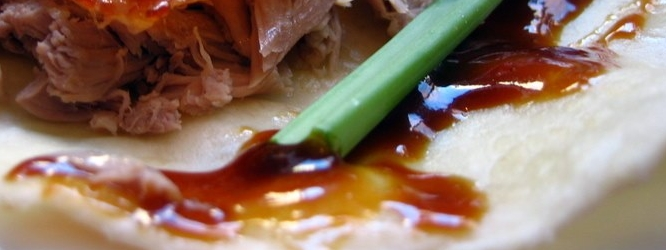
Nước tương dùng với món vịt quay Bắc Kinh
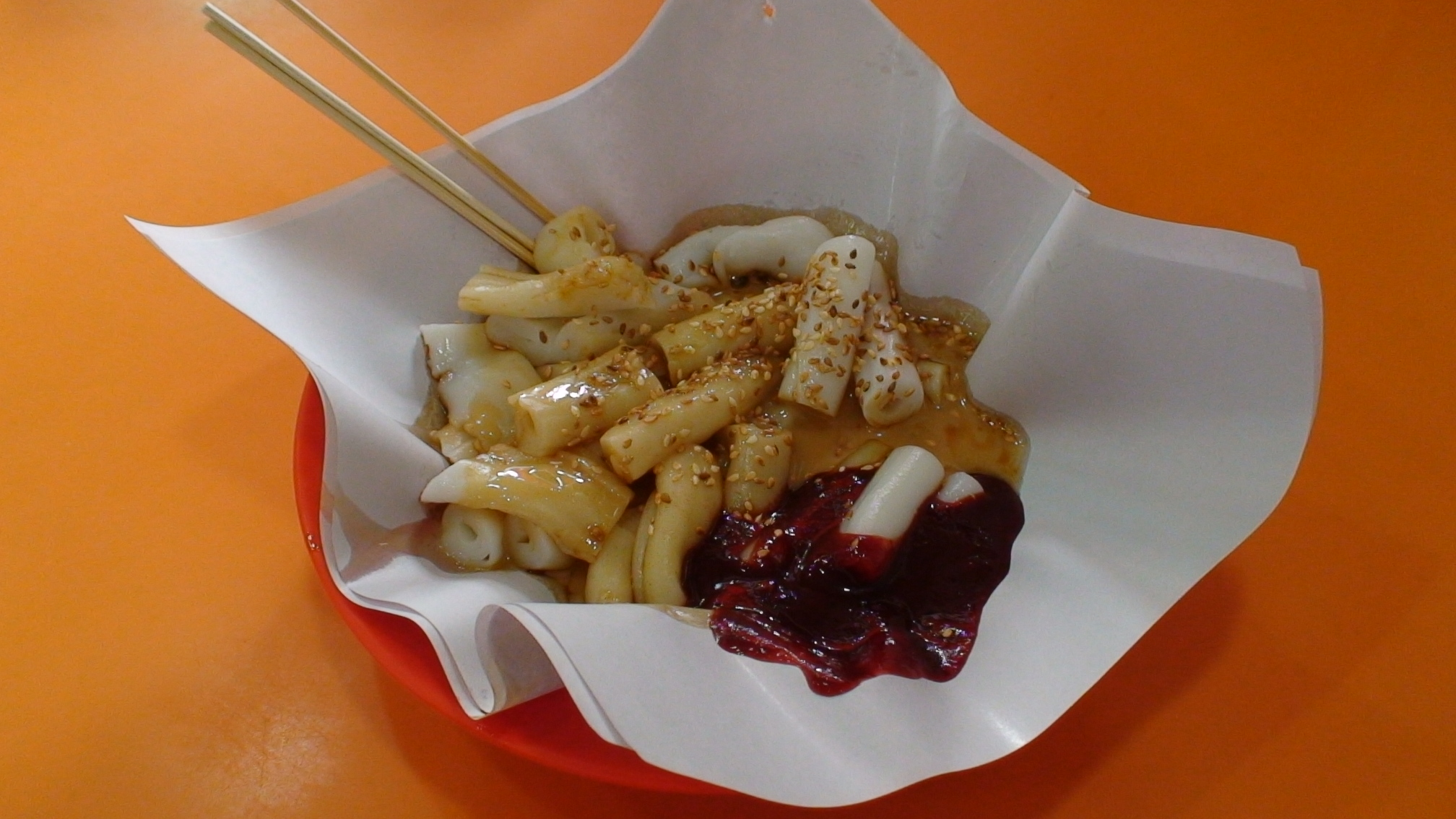
Bánh cuốn với nước tương và sốt mè rang

### Ẩm thực Việt Nam
Trong tiếng Việt được gọi là "tương đen". Đây là một gia vị phổ biến cho món phở ở miền Nam Việt Nam. Nước sốt có thể được thêm trực tiếp vào một bát phở tại bàn, hoặc nó có thể được sử dụng làm nước chấm thịt của các món phở. Trong phở, hoisin thường đi kèm với tương ớt Sriracha hoặc "tương ớt". Nướng tương đen cũng được sử dụng để làm nước chấm món gỏi cuốn Việt Nam và các món ăn tương tự khác. Trong nấu ăn, nó có thể được sử dụng để nướng gà nướng.